# Era a casa, però...
Era a casa, però... (alemany: Ich war zuhause, aber) és una pel·lícula alemanya de 2019 dirigida per Angela Schanelec. Va ser seleccionada per competir per l'Os d'Or al 69è Festival Internacional de Cinema de Berlín. Schanalec va guanyar-ne l'Os de Plata a la millor direcció. També va competir al 34è Festival Internacional de Cinema de Mar del Plata, on Schanelec va guanyar un premi a la millor direcció.
A Catalunya es va estrenar el 4 de setembre de 2020 en versió original subtitulada al català.

## Argument
Després de la mort del seu marit, un famós director teatral, l'Astrid prova de recompondre la seva vida i superar l'absència juntament amb els seus fills, Flo i Phillip. Les activitats més simples esdevenen reptes inesperats, com comprar una bicicleta o banyar-se a la piscina. El precari equilibri que han aconseguit trontolla quan Phillip, de tretze anys, desapareix durant una setmana. Quan finalment torna a casa, el seu comportament intriga la seva mare, els seus mestres...

## Repartiment
- Maren Eggert com a Astrid
- Clara Möller com a Flo
- Jakob Lassalle com a Phillip
- Franz Rogowski com a Lars
- Alan Williams com a Herr Meisner
- Devid Striesow com a Gertjan
- Lilith Stangenberg com a Claudia